# Barón de Iguape
Barón de Iguape es un título nobiliario creado por Pedro II de Brasil mediante decreto del 12 de octubre de 1848 a favor de Antônio da Silva Prado. Hace referencia al municipio paulista de Iguape relacionado con Antônio da Silva Prado. Mientras que, para Inácio Rodrigues Pereira Dutra se refirió a Santiago do Iguape, en Bahía.

## Titulares
1. Antônio da Silva Prado (1778–1875) — capitán mayor y vicepresidente de la Provincia de São Paulo.
2. Inácio Rodrigues Pereira Dutra (1802–1888) — coronel de la Guardia Nacional.